# Zikonotid
A zikonotid (SNY-111; Prialt) egy atípusos analgetikus szer súlyos és krónikus fájdalom kezelésére. A vegyület a Conus magus nevű kúpcsiga ω-konotoxin peptidjének származéka. Fájdalomcsillapító hatása a morfinénak ezerszerese.
2004 decemberében az amerikai Food and Drug Administration (FDA) engedélyezte alkalmazását infúzióként, a cerebrospinális folyadékba történő bevitel esetében, intratekális pumparendszert alkalmazva (ez az agy-gerincvelői folyadékkal teli térbe juttatja a hatóanyagot).

## Felfedezése
A zikonotid a Conus magus nevű kúpcsiga toxinjából származtatott vegyület. Baldomero Olivera 1960-as évek végén folytatott kezdeti vizsgálatai óta érdeklődik a tudomány a tengeri csigákban megtalálható több ezer vegyület hatása iránt. Oliverát, aki 1970-től a Utahi Egyetemen tanít biológiát, a toxinok halálos hatásáról hallott történetek inspirálták kutatásában. Ezeket a Fülöp-szigeteken töltött gyerekkorában ismerte meg. Magát a zikonotidot az 1980-as évek elején fedezte fel a Utahi Egyetem egyik kutatója, Michael McIntosh, aki épp akkor került ki a főiskoláról és kezdte meg munkáját Oliverával.
A zikonotidot mint szintetikusan előállított gyógyszert az Elan vállalat fejlesztette ki. Kereskedelmi terjesztését Amerikában 2004. december 28-án engedélyezte az FDA, Prialt név alatt, majd 2005. február 22-én az Európai Bizottság is engedélyezte. Az Azur Pharma 2010-ben szerezte meg a Prialt terjesztésének az egész világra (Európa kivételével) kiterjedt jogait.

## Hatásmechanizmus
A zikonotid hidrofil molekula, vízben jól oldódik, metil-terc-butil-éterben gyakorlatilag oldhatatlan. A szervezetben szelektív N-típusú feszültségfüggő kalciumcsatorna-blokkoló hatást fejt ki. Ez a hatás az agyban és a gerincvelőben gátolja a pro-nociceptív hatású idegrendszeri vegyületek, mint például a glutamát, kalcitoningén-kapcsolt fehérje (CGRP) és P-anyag felszabadulását, így okozva a fájdalom enyhülését.

## Terápiás felhasználás
A hétköznapibb beviteli utakkal (szájon át vagy intravénásan) történő alkalmazása esetén fellépő jelentős mellékhatások vagy hatáselmaradás miatt a zikonotid bevitelét intratekálisan (azaz közvetlenül a cerebrospinális folyadékba) kell kivitelezni. Mivel ez a legdrágább és leginvazívabb módja a gyógyszerelésnek, a zikonotid alkalmazása csak bizonyos esetekben elfogadott. Az Egyesült Államokban az FDA a következő esetekben engedélyezte alkalmazását: ha a súlyos krónikus fájdalomban szenvedő betegnek intratekális (IT) terápia indokolt, valamint aki intoleráns más kezelésekre, vagy azok hatástalanok a számára (például szisztémás fájdalomcsillapítás, adjuváns terápiák vagy IT alkalmazott morfin).
A döntéshozatal során ugyanakkor számításba kell venni a zikonotid által kiváltott magas fájdalomcsökkentő hatást (annak mértékét és hosszát), valamint a tolerancia és a dependencia jeleinek látszólagos hiányát még hosszabb kezelés esetében is.
Alkalmazása olyan betegek esetében kontraindikált, akik korábban bizonyos mentális rendellenességekben szenvedtek (például pszichózisban), mivel náluk néhány súlyos mellékhatás bizonyítottan nagyobb eséllyel alakulhat ki.
Jelenleg[pontosabban?] kutatás folyik annak kiderítésére, hogy lehetséges-e megfelelő formulálással kevésbé invazív úton is alkalmazni.
Egyéb felhasználási lehetőségei között van még a poszttraumás epilepszia kezelése/megelőzése is. Kimutatták, hogy egy antioxidánssal (U-101033E) együtt adva, hozzájárult a trauma által okozott agyi sérülés helyreállításában.

## Mellékhatások
A legtöbbször jelentkező mellékhatások a szédülés, hányinger, zavartság, nisztagmus és fejfájás. Jelentkezhet még ezeken felül gyengeség, hipertónia, ataxia, látászavar, anorexia, aluszékonyság, bizonytalan állás, vertigo, vizeletretenció, viszketés, fokozott izzadás, hasmenés, hányás, asztenézia, láz, rángások, szinuszitisz, izomgörcsök, izomfájdalom, kialvatlanság, idegesség, amnézia, tremor, memória kiesés és fokozott pszichiátriai rendellenességek. Más, kevésbé gyakori, de klinikailag még jelentős mellékhatás lehet: látott és hallott hallucinációk, öngyilkossági gondolatok, akut veseleállás, pitvari fibrilláció, kardiovaszkuláris események, szepszis, új vagy rosszabbodó depresszió, paranoia, dezorientáció, meningitis és epilepsziás rohamok. Ennek következtében kontraindikált olyan emberek számára, akiknek kórtörténetben pszichózis, skizofrénia, klinikai depresszió és bipoláris zavar van.
A közelmúltban történt néhány eset következtében felmerült egy kapcsolat az intratekálisan beadott zikonotid és a megnövekedett öngyilkosságok között. Ez szigorúbb és folyamatos pszichiátriai monitorozás igényét vetette fel, annak érdekében, hogy növeljék a veszélyeztetett betegek esélyeit.

## Szerkezet
A zikonotid egy peptid, aminosav-szekvenciája a következő: H-Cys-Lys-Gly-Lys-Gly-Ala-Lys-Cys-Ser-Arg-Leu-Met-Tyr-Asp-Cys-Cys-Thr-Gly-Ser-Cys-Arg-Ser-Gly-Lys-Cys-NH2. A szerkezet tartalmaz még 3 diszulfid kötést is.

## Szabadalmak
A szert a Neurex Corp. szabadalmaztatta. A cég amerikai alapítású, melyet az ír Élan Corporation vásárolt meg 1998-ban. Az alábbi amerikai szabadalmak jogutódja lett az Élan: 5,859,186, 5,795,864, 5,770,690, 5,587,454, és 5,587,454.

## Fordítás
- Ez a szócikk részben vagy egészben  a   Ziconotide című angol Wikipédia-szócikk ezen változatának fordításán alapul.  Az eredeti cikk szerkesztőit annak laptörténete sorolja fel. Ez a jelzés csupán a megfogalmazás eredetét és a szerzői jogokat jelzi, nem szolgál a cikkben szereplő információk forrásmegjelöléseként.